# Closet Monster
Closet Monster (tj. Skryté monstrum) je kanadský hraný film z roku 2015, který režíroval Stephen Dunn podle vlastního scénáře. Film zachycuje příběh mladíka, který obtížně navazuje vztahy. V ČR byl uveden v roce 2016 na filmovém festivalu Febiofest.

## Děj
18letý Oscar Madly bydlí po rozvodu rodičů s otcem. Jako dítě byl svědkem brutálního útoku na gaye, což v něm zanechalo psychické trauma. Straní se svých vrstevníků a komunikuje hlavně se svým křečkem Buffym. Když si najde brigádu v obchodě, seznámí se zde s Wilderem, do kterého se zamiluje. Ovšem jeho dávný zážitek ho neustále pronásleduje a také se komplikuje vztah s jeho otcem, který netuší, že Oscar je gay.

## Obsazení
| Connor Jessup          | Oscar Madly  |
| Aaron Abrams           | Peter Madly  |
| Isabella Rosselliniová | Buffy (hlas) |
| Joanne Kelly           | Brin Madly   |
| Aliocha Schneider      | Wilder       |
| Sofia Banzhaf          | Gemma        |
| Jack Fulton            | malý Oscar   |
| Mary Walsh             | Allison      |
| Marthe Bernard         | Bridgette    |
| James Hawksley         | Andrew       |
| Paula Morgan           | Christine    |